# Subdivisões da Abecásia

Mapa das subdivisões da Abecásia

Nos tempos soviéticos, a Abecásia foi dividida em seis raions (distritos) nomeados após suas respectivas capitais.
As divisões administrativas da disputada República da Abecásia ficaram o mesmo, com uma exceção: em 1995, o Tkvarcheli foi criado em torno da cidade de Tkvarcheli a partir de partes dos raions Ochamchira e Gali.
O governo da Geórgia, que reivindica a Abecásia como uma região autônoma, mas não tem controle, e não mudou as divisões soviéticas.

## Distritos da Abecásia

Distritos da Abecásia

- (1) Gagra
- (2) Gudauta
- (3) Sucumi
- (4) Gulripshi
- (5) Ochamchire
- (6) Tkvarcheli
- (7) Gali

## Cidades da Abecásia

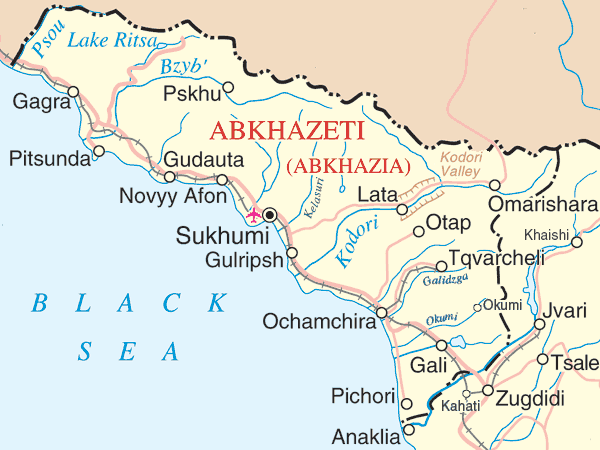
Mapa da Abecásia

- Gagra
- Gali
- Gudauta
- Nova Athos
- Ochamchire
- Bichvinta (censo 2007)[1]
- Sucumi
- Tkvarcheli

## Assentamentos urbanos da Abecásia
- Bzyb
- Gulripshi
- Leselidze
- Myussera
- Tsandripshi

## Regiões históricas da Abecásia
A Abecásia era tradicionalmente dividida em várias regiões históricas (elas correspondem aproximadamente a distritos modernos que são dados entre parênteses):
- Sadzen (Gagra (distrito) e Sóchi região que agora está na Rússia)
- Bzyb (distrito de Gudauta)
- Gumaa (distrito de Sucumi)
- Abzhywa (distritos de Ochamchire e Partly Tkvarcheli)
- Samurzakano (distritos de Gali e Partly Tkvarcheli)
- Dal-Tsabal (distrito de Gulripshi)

Estas são as regiões mencionadas na Constituição da Abecásia, de 1994. De acordo com a popular (mas errada) a crença das sete listras da bandeira da Abecásia correspondem às sete regiões históricas do país, sendo a sétima Pskhu-Aibga.